# Geração cidadã de dados
A Geração Cidadã de Dados é uma tecnologia social utilizada para coleta e produção de informações e diagnósticos a partir das próprias realidades para denunciar desigualdades e construir soluções locais. 

## História
O conceito de Geração Cidadã de Dados (ou Citizen-Generated Data, em inglês) emergiu nas décadas do século XXI como resposta à crescente demanda por dados mais representativos, descentralizados e socialmente comprometidos. Ele se refere à um movimento global onde cidadãos, utilizando ferramentas tecnológicas e sem experiência em pesquisa, se tornam produtores de conhecimento, utilizando dados para denunciar problemas e promover mudanças nas suas comunidades. A GCD visa dar voz e protagonismo às pessoas afetadas pelos problemas, permitindo que elas documentem e analisem suas próprias realidades.

### Origem internacional
A consolidação internacional do termo ocorreu a partir de iniciativas de organizações como a CIVICUS e o projeto DataShift, que, a partir de 2014, promoveram estudos, metodologias e experimentações com dados produzidos por comunidades para o acompanhamento dos Objetivos de Desenvolvimento Sustentável (ODS). Essas iniciativas propuseram o reconhecimento do valor do dado cidadão como fonte legítima para complementar lacunas das estatísticas oficiais, especialmente em temas como violência, gênero, meio ambiente e governança local.

### Desenvolvimento no Brasil
No Brasil, o conceito se desenvolveu de forma orgânica em territórios periféricos, como favelas e bairros marginalizados, especialmente a partir de 2018. Laboratórios como o data_labe (Rio de Janeiro), Fogo Cruzado e o Instituto Decodifica (Rio de Janeiro) tornaram-se referências na aplicação de metodologias que envolvem a coleta, análise e uso de dados por e para moradores desses territórios.
A proposta brasileira enfatiza a autonomia das comunidades na produção de conhecimento e busca romper com o histórico extrativista de pesquisas acadêmicas e censitárias, nas quais os territórios populares eram apenas objetos de estudo. A geração cidadã de dados nesses contextos é também uma estratégia de reivindicação política, visibilidade e planejamento local.
Embora o termo tenha ganhado força nos últimos anos, práticas de monitoramento popular — como registros informais, mapeamentos comunitários e observatórios locais — já eram utilizadas historicamente em contextos de organização social e ativismo.

### Articulação global e desafios
Hoje, o conceito está em constante amadurecimento, tanto no campo prático quanto acadêmico. Organizações internacionais, governos e institutos de estatística vêm reconhecendo o papel complementar desses dados, embora ainda existam desafios como validação metodológica, financiamento e construção de confiança entre atores públicos e comunitários.
Em sua essência, a Geração Cidadã de Dados é uma resposta política e técnica à necessidade de democratizar não apenas o acesso à informação, mas também a sua produção, interpretação e uso.

## Manifesto
O manifesto começou a ser elaborado durante a última sessão do I Seminário de Geração Cidadã de Dados, realizada em 20 de setembro de 2023, na então sede do data_labe, localizada na Maré. Na ocasião, estiveram presentes diversas organizações e pessoas que participaram ativamente de todo o processo. Reunidos em grupos, os participantes construíram as informações fundamentais que agora estão consolidadas e disponível para visualização e download. 
Todo o conteúdo produzido durante o encontro coletivo foi compilado e sistematizado em um texto preliminar, que serviu como base para o documento final. Esse material unificado foi posteriormente apresentado aos participantes do Seminário, possibilitando novas contribuições e ajustes. Reconhecendo o predomínio de organizações do Rio de Janeiro no processo inicial — o que poderia gerar uma representação enviesada — foram adotadas estratégias para ampliar a diversidade por meio de mecanismos participativos.
Com o objetivo de democratizar a construção do manifesto, foi realizada uma consulta pública por meio de um formulário online e também pela possibilidade de envio de contribuições via WhatsApp, convidando novas organizações a inserirem suas perspectivas no texto.
O documento final, contendo definições, pressupostos e objetivos de incidência, foi aprovado pelos participantes da reunião da Rede GCD, realizada virtualmente em 12 de março de 2024.

## Rede
A Rede Geração Cidadã de Dados é uma articulação nacional formada por organizações, coletivos e iniciativas comprometidas com a produção e uso de dados por e para os territórios populares. Criada com o objetivo de fortalecer a troca de metodologias, experiências e incidência política, a rede reúne atores que atuam em diversas regiões do Brasil com foco em justiça territorial, visibilidade de populações marginalizadas e democratização da informação. Entre os membros mais ativos estão organizações como o Data_labe, Instituto Decodifica, Fogo Cruzado, Casa Fluminense, Observatório de Favelas, Dicionário Marielle Franco entre outras. A rede também promove encontros, formações e publicações conjuntas, buscando consolidar um ecossistema de geração cidadã de dados como instrumento de transformação social, com ênfase em autonomia comunitária, produção de narrativas próprias e engajamento em políticas públicas.

## Seminário
Nos dias 19 e 20 de setembro de 2023, o Seminário Geração Cidadã de Dados (GCD), realizado pela Casa Fluminense e pelo data_labe, reuniu especialistas, ativistas e organizações para debater metodologias colaborativas de produção de dados, com foco na inclusão de grupos que costumam ficar fora das estatísticas oficiais, como pessoas LGBT+, indígenas e quilombolas. 
O primeiro dia foi marcado por discussões sobre o conceito de GCD, o lançamento do Mapa da Desigualdade 2023 e a apresentação de experiências territoriais que mostram como a produção cidadã de dados pode gerar mudanças concretas. 

No segundo dia, os debates abordaram o papel da comunicação e da tecnologia nesse processo, encerrando com uma plenária coletiva para a construção do manifesto da GCD, que reúne princípios, desafios e propostas para fortalecer a atuação política por meio da participação popular.  